# スンガイ・マウ
スンガイ・マウ（Sungai Mau）は、ブルネイ・ブライト地区のブキト・サワト郡にある村（マレー語：Kampong）。スンガイ・マウレクリエーション公園はこの村の近郊、スンガイ・リアン（Sungai Liang） - ラビ（Labi）道路沿線にある。村にはアル・マッシュホーモスク（Al-Mashhor Mosque）というモスクがあり、多目的ホールと外来診療所が併設されている。